# Mont-Bernanchon
Mont-Bernanchon – miejscowość i gmina we Francji, w regionie Hauts-de-France, w departamencie Pas-de-Calais.
Według danych na rok 1990 gminę zamieszkiwały 1262 osoby, a gęstość zaludnienia wynosiła 111 osób/km² (wśród 1549 gmin regionu Nord-Pas-de-Calais Mont-Bernanchon plasuje się na 491. miejscu pod względem liczby ludności, natomiast pod względem powierzchni na miejscu 252.).